# Serge Hanin
Pour les articles homonymes, voir Hanin.
Serge Hanin est un réalisateur français, né le 25 janvier 1929 à Alger et mort le 24 mars 1992 à Paris 4e.

## Filmographie

### Courts métrages
- 1959 : Le Petit Pêcheur de la mer de Chine (mention au Festival de Cannes)[2]
- 1965 : La Pharmacienne

### Long métrage
- 1962 : Le Scorpion

### Télévision
- 1975 : Jack (série)